# Morris Carroll
Morris Carroll war ein US-amerikanischer Autorennfahrer.

## Karriere
Morris Carroll war zu Beginn der 1950er-Jahre um den US-amerikanischen Sportwagensport engagiert. Er fuhr in der SCCA National Sports Car Championship und war zweimal beim 12-Stunden-Rennen von Sebring am Start. 1952 beendete er das Rennen als Gesamtzweiter. Partner im Jaguar XK 120 war Charles Schott. 1953 wurde er als 29. der Schlusswertung abgewinkt.

## Statistik

### Sebring-Ergebnisse
| Jahr | Team           | Fahrzeug      | Teamkollege       | Platzierung            | Ausfallgrund |
| ---- | -------------- | ------------- | ----------------- | ---------------------- | ------------ |
| 1952 | Charles Schott | Jaguar XK 120 | Charles Schott    | Rang 2 und Klassensieg |              |
| 1953 | George Tilp    | Jaguar XK 120 | Randolph Pearsall | Rang 29                |              |

### Einzelergebnisse in der Sportwagen-Weltmeisterschaft
| Saison | Team        | Rennwagen     | 1   | 2   | 3   | 4   | 5   | 6   | 7   |
| ------ | ----------- | ------------- | --- | --- | --- | --- | --- | --- | --- |
| 1953   | George Tilp | Jaguar XK 120 | SEB | MIM | LEM | SPA | NÜR | RTT | CAP |
| 1953   | George Tilp | Jaguar XK 120 | 29  |     |     |     |     |     |     |